# Pseudomonadales
Pseudomonadales je red bakterija koljena Proteobacteria. U red Pseudomonadales su svrstana neke od poznatih bakterija kao što su oportunističke patogene vrste npr. Pseudomonas, Moraxella ili  Acinetobacter.